# Dongsung-dong
Dongsung-dong là một dong, phường của Jongno-gu ở Seoul, Hàn Quốc. Đây là một dong pháp lý (beopjeong-dong 법정동 法定洞) được quản lý bởi dong hành chính của nó (haengjeong-dong 행정동 行政洞) là Ihwa-dong.

## Địa điểm nổi tiếng
- Tổ chức Văn hóa & Nghệ thuật Hàn Quốc (Hanguk Munhwa Yesul Jinheungwon 한국문화예술진흥원)
- Đại học Mở Quốc gia Hàn Quốc (Hanguk Bangsong Tongsin Daehakkyo 한국방송통신대학교)
- Công viên Marronnier
- Viện Quốc gia Phát triển Giáo dục Quốc tế, Bộ Giáo dục (Gukje Gyoyuk Jinheungwon 국제교육진흥원)
- Trung tâm Nghệ thuật Dongsoong